# جانيس بيترسن
جانيس بيترسن (بالإنجليزية: Janice Petersen)‏ هي مقدمة تلفزيونية أسترالية، ولدت في 1977 في سيدني في أستراليا.